# Velká Hraštice
Velká Hraštice je vesnice, část obce Malá Hraštice v okrese Příbram ve Středočeském kraji. Nachází se asi jeden kilometr východně od Malé Hraštice. Je zde evidováno 205 adres. V roce 2011 zde trvale žilo 427 obyvatel.
Velká Hraštice je také název katastrálního území o rozloze 3,09 km².

## Historie
První písemná zmínka o vesnici pochází z roku 1360.

## Obyvatelstvo
| Rok            | 1869 | 1880 | 1890 | 1900 | 1910 | 1921 | 1930 | 1950 | 1961 | 1970 | 1980 | 1991 | 2001 | 2011 | 2021 |
| -------------- | ---- | ---- | ---- | ---- | ---- | ---- | ---- | ---- | ---- | ---- | ---- | ---- | ---- | ---- | ---- |
| Počet obyvatel | 281  | 311  | 284  | 253  | 306  | 270  | 276  | 256  | 290  | 273  | 233  | 216  | 262  | 427  | 489  |
| Počet domů     | 34   | 35   | 39   | 42   | 49   | 53   | 61   | 86   | 86   | 72   | 76   | 85   | 98   | 144  | 180  |

## Obecní správa
Při sčítání lidu v letech 1850–1869 Velká Hraštice byla samostatnou obcí v okrese Příbram. Od roku 1870 je částí obce Malá Hraštice, se kterým patřila nejprve do okresu Příbram, ale v roce 1950 v okrese Dobříš a od roku 1960 opět v okrese Příbram.

## Pamětihodnosti
- Kostel svatého Zikmunda